# Centre d'études techniques agricoles
 (mars 2012).
Si vous disposez d'ouvrages ou d'articles de référence ou si vous connaissez des sites web de qualité traitant du thème abordé ici, merci de compléter l'article en donnant les références utiles à sa vérifiabilité et en les liant à la section « Notes et références ».
Pour les articles homonymes, voir CETA.
Un centre d’études techniques agricoles (CETA) est une association loi de 1901 créée et gérée par des exploitants agricoles souhaitant bénéficier d’une aide technique personnalisée permettant d’améliorer leurs pratiques et leurs performances de production. L’association regroupe des agriculteurs spécialisés (grandes cultures, maraîchage, arboriculture, viticulture). Un conseiller technique assure le suivi régulier de chaque exploitation (visites des cultures, interventions d’urgence, informations spécifiques...), ce qui permet au producteur de raisonner ses interventions et d’améliorer certaines pratiques.

## Structure

### Missions
Quelques exemples d’intervention auprès des exploitants :
- Choix de fertilisation en fonction du sol et de la culture
- Calcul de fumure
- Calcul des équilibres de solutions nutritives pour les cultures hors-sol
- Ajustement des irrigations (utilisation de la tensiométrie)
- Amélioration des techniques de production (palissage, simplifications culturales...)
- Surveillance phytosanitaire et conseils d’intervention
- Information permanente des modifications de règlementation des produits phytosanitaires (homologations, doses, efficacité...)
- Choix des variétés adaptées et performantes
- Mise à disposition d’outils techniques
- Réunions d’information sur des problématiques actuelles (virus, règlementation, environnement...)
- Organisation de "clubs de progrès" avec la Chambre d’Agriculture

### Organisation
Les adhérents de chaque CETA élisent les membres d’un bureau administratif (président, secrétaire, trésorier...) qui gèrent le fonctionnement du CETA. Le conseiller est salarié de l’association.
Chaque CETA est indépendant mais peut faire partie de la Fédération nationale des CETA pour coordonner ses activités et son fonctionnement.
Quant au budget, chaque année, les adhérents d’un CETA payent une cotisation dont le montant est fonction de la surface d’exploitation suivie. Le budget du CETA est ensuite complété par des subventions du conseil général, de la Chambre d’agriculture et parfois des municipalités.